# 102-мм корабельна гармата BL 4-inch Mk VII
102-мм корабельна гармата BL 4-inch Mk VII (англ. BL 4-inch Mk VII naval gun) — британська 102-мм корабельна гармата з довжиною стволу 50 калібрів часів Першої та Другої світових війн. 

## Список типів бойових кораблів, на яких використовувалася гармата
- Лінійні кораблі класу «Беллерофон» - три кораблі закладені у 1906
- Лінійні кораблі класу «Сент Вінсент», три кораблі закладені у 1907
- Скаути класу «Боадіція», закладені у 1907
- Лінійний корабель «Нептун», закладений у 1909
- Лінійні кораблі класу «Колоссус», закладені у 1909
- Лінійні крейсери класу «Індефатігебл», закладені у 1909
- Лінійні кораблі класу «Оріон», закладені у 1909
- Лінійні крейсери класу «Лайон», закладені у 1909
- Легкі крейсери класу «Таун», підклас «Бристоль», закладені у 1909
- Скаути класу «Блонде», закладені у 1909
- Скаути класу «Ектів», закладені у 1910
- Лінійні кораблі класу «Кінг Джордж V», закладені у 1911